# Береговой (Ростовская область)
Берегово́й — хутор в Азовском районе Ростовской области.
Входит в состав Пешковского сельского поселения.

## География
Хутор находится на побережье Таганрогского залива, на расстоянии 12 км (по автодорогам) к юго-западу от города Азов, административного центра района.

## История
В 1963 году указом Президиума Верховного Совета РСФСР хутор Кочеванчик переименован в Береговой.

## Население
| 1989 | 2002 | 2010 |
| ---- | ---- | ---- |
| 270  | ↘248 | ↗341 |

### Национальный состав
Согласно результатам переписи 2002 года, в национальной структуре населения русские составляли 96 %.

## Улицы
| - ул. Дорожная, - ул. Ленина, - пер. Луговой, - пер. Лунный, | - ул. Московская, - ул. Пушкина, - пер. Солнечный, - пер. Щорса. |